# Костылиха (село)

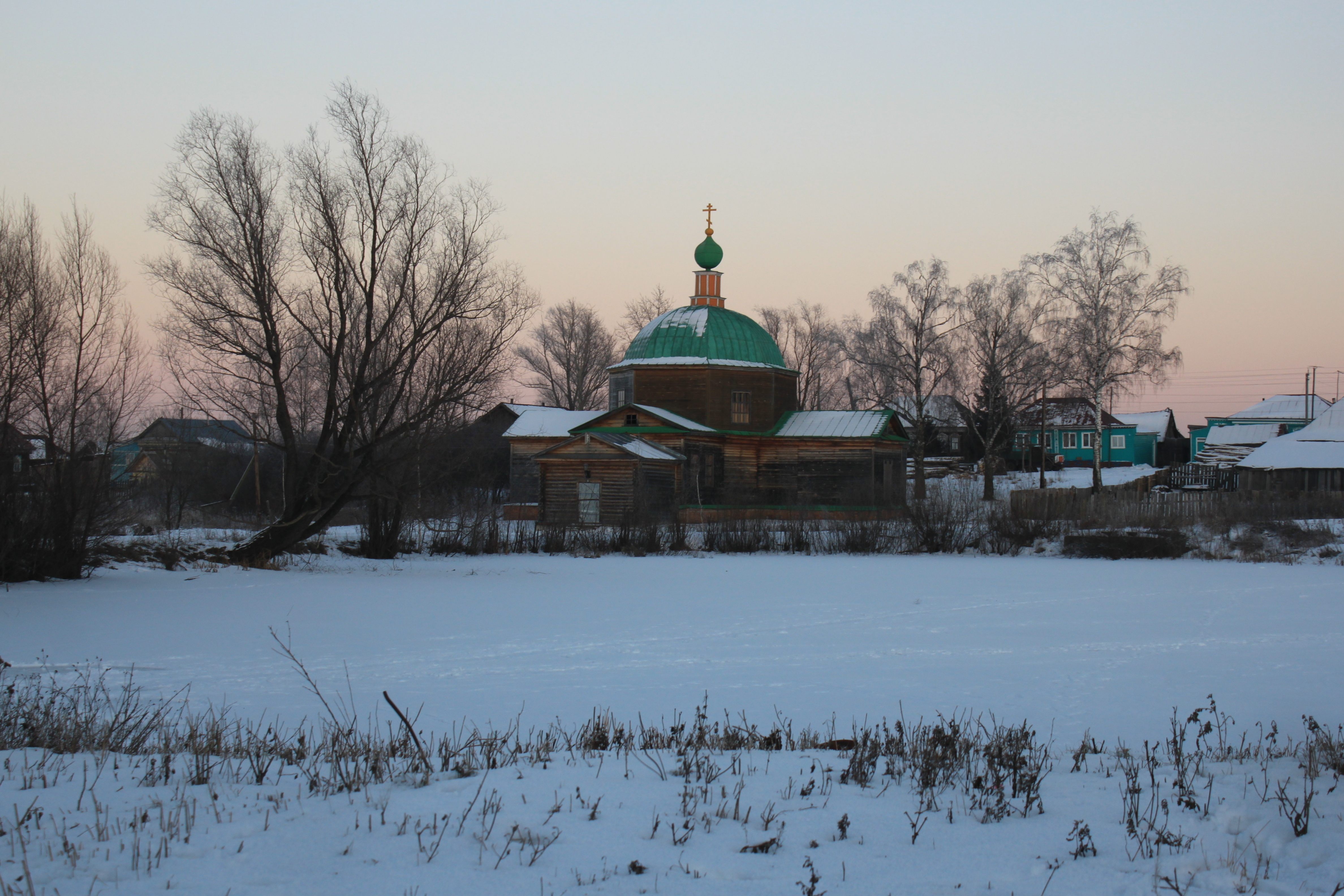
Воскресенская церковь 1652 года постройки

Костыли́ха — село в Арзамасском районе Нижегородской области. Располагается в 20 км к северо-западу от Арзамаса.

## Общие сведения
Основана в 1725 году выходцами из близлежащего села Водоватово.

## Население
| 1999 | 2002 | 2010 |
| ---- | ---- | ---- |
| 246  | ↘203 | ↘131 |

## Общие сведения
Население 75 постоянных жителей.
Воскресенская церковь в селе — памятник градостроительства и архитектуры федерального значения. Согласно «Адрес-календарю Нижегородской Епархии» за 1904 год, храм в Костылихе был возведён в 1652 году. Как поясняет краевед Владимир Бакунин, храм изначально был построен как шатровый собор в Арзамасе в 1652 году. При постройке в 1742 году первого каменного Воскресенского собора он был продан в Водоватово, а в 1914—1919 годах — после постройки в Водоватове каменной церкви — его перенесли в Костылиху. В процессе перевозок и ремонтов первоначальный облик храма был утрачен.
В селе расположено отделение Почты России (индекс 607212).